# Dicranomyia perflaveola
Dicranomyia perflaveola är en tvåvingeart som först beskrevs av Alexander 1927.  Dicranomyia perflaveola ingår i släktet Dicranomyia och familjen småharkrankar. Inga underarter finns listade i Catalogue of Life.